# Kaja Ziomek-Nogal
Kaja Ziomek-Nogal (nacida Kaja Ziomek, Lubin, 3 de agosto de 1997) es una deportista polaca que compite en patinaje de velocidad sobre hielo. Su esposo, Artur Nogal, compitió en el mismo deporte.
Ganó dos medallas de bronce en el Campeonato Mundial de Patinaje de Velocidad sobre Hielo en Distancia Individual, en los años 2020 y 2025, y dos medallas en el Campeonato Europeo de Patinaje de Velocidad sobre Hielo en Distancia Individual, en los años 2020 y 2022.

## Palmarés internacional
| Campeonato Mundial en Distancia Individual | Campeonato Mundial en Distancia Individual | Campeonato Mundial en Distancia Individual | Campeonato Mundial en Distancia Individual |
| Año                                        | Lugar                                      | Medalla                                    | Prueba                                     |
| ------------------------------------------ | ------------------------------------------ | ------------------------------------------ | ------------------------------------------ |
| 2020                                       | Salt Lake City (Estados Unidos)            | Medalla de bronce                          | Velocidad por equipos                      |
| 2025                                       | Hamar (Noruega)                            | Medalla de bronce                          | Velocidad por equipos                      |
| Campeonato Europeo en Distancia Individual |                                            |                                            |                                            |
| Año                                        | Lugar                                      | Medalla                                    | Prueba                                     |
| 2020                                       | Heerenveen (Países Bajos)                  | Medalla de bronce                          | Velocidad por equipos                      |
| 2022                                       | Heerenveen (Países Bajos)                  | Medalla de oro                             | Velocidad por equipos                      |